# العلاقات المجرية التوفالية
العلاقات المجرية التوفالية هي العلاقات الثنائية التي تجمع بين المجر وتوفالو.

## مقارنة بين البلدين
هذه مقارنة عامة ومرجعية للدولتين:
| وجه المقارنة                                              | المجر                                                       | توفالو                         |
| --------------------------------------------------------- | ----------------------------------------------------------- | ------------------------------ |
| المساحة (كم2)                                             | 93.04 ألف                                                   | 26                             |
| عدد السكان (نسمة)                                         | 9.78 مليون                                                  | 11.19 ألف                      |
| الكثافة السكانية (ن./كم²)                                 | 105.12                                                      | 43.04 ألف                      |
| العاصمة                                                   | بودابست                                                     | فونافوتي                       |
| اللغة الرسمية                                             | لغة مجرية                                                   | اللغة التوفالوية، لغة إنجليزية |
| العملة                                                    | فورنت مجري                                                  | دولار توفالو                   |
| الناتج المحلي الإجمالي (بليون دولار)                      | 139.14 مليار                                                | 39.73 مليون                    |
| الناتج المحلي الإجمالي (تعادل القوة الشرائية) بليون دولار | 260.42 مليار                                                | 38.93 مليون                    |
| الناتج المحلي الإجمالي الاسمي للفرد دولار أمريكي          | 12.36 ألف                                                   | 3.29 ألف                       |
| الناتج المحلي الإجمالي للفرد دولار أمريكي                 | 25.07 ألف                                                   | 3.77 ألف                       |
| مؤشر التنمية البشرية                                      | 0.828                                                       |                                |
| رمز المكالمات الدولي                                      | +36                                                         | +688                           |
| رمز الإنترنت                                              | .hu                                                         | .tv                            |
| المنطقة الزمنية                                           | ت ع م+01:00، ت ع م+02:00، أوروبا/بودابست ‏، توقيت وسط أوروبا | ت ع م+12:00                    |

## منظمات دولية مشتركة
يشترك البلدان في عضوية مجموعة من المنظمات الدولية، منها:
| علم المنظمة | اسم المنظمة                   | تاريخ انضمام المجر | تاريخ انضمام توفالو |
| ----------- | ----------------------------- | ------------------ | ------------------- |
|             | الاتحاد الدولي للاتصالات      | 1866               | 15 أغسطس 1996       |
|             | مؤسسة التنمية الدولية         | 29 أبريل 1985      | 24 يونيو 2010       |
|             | يونسكو                        | 14 سبتمبر 1948     | 21 أكتوبر 1991      |
|             | منظمة حظر الأسلحة الكيميائية  | ?                  | ?                   |
|             | الأمم المتحدة                 | 14 ديسمبر 1955     | 5 سبتمبر 2000       |
|             | الاتحاد البريدي العالمي       | ?                  | ?                   |
|             | البنك الدولي للإنشاء والتعمير | 7 يوليو 1982       | 24 يونيو 2010       |

## وصلات خارجية
- موقع وزارة الخارجية المجرية